# Travis Best
Travis Eric Best (Springfield, Massachusetts, 12 de julio de 1972) es un exjugador de baloncesto que jugó diez temporadas en la NBA, completando su carrera deportiva con cuatro temporadas más en el baloncesto europeo. Con 1,80 metros de estatura, jugaba en la posición de base.

## Carrera

### Universidad
Procedente del Instituto Springfield Central, Best asistió a la Universidad de Georgia Tech, donde finalizó su carrera como uno de los dos jugadores en la historia de la Atlantic Coast Conference, junto con Phil Ford, en anotar más de 2.000 puntos y repartir más de 600 asistencias. Dejó Georgia Tech entre los seis mejores en anotación, rebotes, minutos, triples convertidos y robos de balón en la historia de la universidad. Como sénior, fue nombrado All-American y seleccionado en el segundo mejor quinteto de la ACC. En su año júnior, fue de nuevo seleccionado en el mismo quinteto y lideró la conferencia en la categoría estadística de asistencias por pérdidas y en porcentaje de tiros libres. 
Además, finalizó segundo en asistencias, tercero en robos y quinto en anotación en la historia de la ACC, consiguiendo en cinco ocasiones el galardón al mejor jugador de la semana en la conferencia, récord en la ACC. Como sophomore fue elegido en el tercer mejor quinteto del All-American y en el segundo quinteto del torneo de la ACC. En su año freshman, fue el segundo máximo asistente de los Yellow Jackets.

### Profesional

#### NBA
Fue seleccionado en la 23ª posición del Draft de 1995 por Indiana Pacers, jugando las siguientes seis temporadas y media en la franquicia. Normalmente su papel era el de base suplente, cumpliendo con más de 20 minutos por partido de promedio y aproximadamente 7 puntos en sus primeros cinco años. En la temporada 2000-01 su rol cobró más importancia, disputando 77 partidos, 21 como titular, con 31.9 minutos de juego en cancha y 11.9 puntos y 6.1 asistencias por encuentro. Best fue vital en los Pacers que llegaron a las Finales de la NBA en 2000, perdiendo ante Los Angeles Lakers en seis partidos. En aquellos playoffs, Best anotó un triple decisivo en el quinto encuentro de primera ronda contra Milwaukee Bucks.
El 19 de febrero de 2002 fue traspasado junto con Jalen Rose, Norman Richardson y una segunda ronda de draft a Chicago Bulls a cambio de Ron Artest, Ron Mercer, Brad Miller y Kevin Ollie. Finalizó la campaña en los Bulls apareciendo en 30 partidos, 18 de ellos desde el inicio, y promediando 9.3 puntos y 5 asistencias por noche. El 5 de septiembre de 2002 fichó como agente libre por Miami Heat, participando en 72 partidos y aportando unos positivos 8.4 puntos y 3.5 asistencias. En sus dos últimas temporadas en la NBA jugó en Dallas Mavericks y New Jersey Nets, disfrutando de pocos minutos y descendiendo considerablemente su aportación.

#### Europa
Tras 10 campañas en la NBA, se marchó a jugar a Europa al Virtus Bologna de Italia y UNICS Kazán ruso. 
Posteriormente jugó en el Prokom Trefl Sopot de Polonia y en los conjuntos italianos Virtus Bolonia y S.S. Felice Scandone.
En 2009 firmó con el Martos Napoli equipo también de la LEGA.

## Estadísticas de su carrera en la NBA

### Temporada regular
| Año     | Equipo     | PJ  | PT  | MPP  | %TC  | %3P  | %TL  | RPP | APP | ROB | TPP | PPP  |
| ------- | ---------- | --- | --- | ---- | ---- | ---- | ---- | --- | --- | --- | --- | ---- |
| 1995-96 | Indiana    | 59  | 1   | 9.7  | .423 | .320 | .833 | .7  | 1.6 | .3  | .1  | 3.7  |
| 1996-97 | Indiana    | 76  | 46  | 27.2 | .442 | .368 | .756 | 2.2 | 4.2 | 1.3 | .1  | 9.9  |
| 1997-98 | Indiana    | 82  | 0   | 18.9 | .419 | .300 | .855 | 1.5 | 3.4 | 1.0 | .1  | 6.5  |
| 1998-99 | Indiana    | 49  | 0   | 21.3 | .416 | .373 | .843 | 1.6 | 3.4 | .9  | .1  | 7.1  |
| 1999-00 | Indiana    | 82  | 0   | 20.6 | .483 | .376 | .821 | 1.7 | 3.3 | .9  | .1  | 8.9  |
| 2000-01 | Indiana    | 77  | 21  | 31.9 | .440 | .381 | .827 | 2.9 | 6.1 | 1.4 | .1  | 11.9 |
| 2001-02 | Indiana    | 44  | 3   | 21.8 | .439 | .382 | .877 | 1.6 | 4.0 | 1.3 | .1  | 6.9  |
| 2001-02 | Chicago    | 30  | 18  | 26.4 | .441 | .320 | .922 | 2.7 | 5.0 | 1.1 | .0  | 9.3  |
| 2002-03 | Miami      | 72  | 52  | 25.1 | .396 | .330 | .854 | 2.0 | 3.5 | .6  | .1  | 8.4  |
| 2003-04 | Dallas     | 61  | 1   | 12.5 | .372 | .150 | .870 | 1.1 | 1.8 | .5  | .1  | 2.8  |
| 2004-05 | New Jersey | 76  | 6   | 19.2 | .420 | .306 | .885 | 1.4 | 1.9 | .9  | .1  | 6.8  |
| Total   | Total      | 708 | 148 | 21.4 | .431 | .345 | .835 | 1.8 | 3.5 | .9  | .1  | 7.6  |

### Playoffs
| Año   | Equipo     | PJ | PT | MPP  | %TC  | %3P  | %TL   | RPP | APP | ROB | TPP | PPP |
| ----- | ---------- | -- | -- | ---- | ---- | ---- | ----- | --- | --- | --- | --- | --- |
| 1996  | Indiana    | 5  | 0  | 16.8 | .500 | .167 | .857  | 2.2 | 1.8 | 1.2 | .0  | 5.8 |
| 1998  | Indiana    | 16 | 0  | 17.5 | .375 | .278 | .884  | 1.0 | 1.9 | .7  | .2  | 6.1 |
| 1999  | Indiana    | 11 | 0  | 13.6 | .348 | .200 | .923  | 1.5 | 1.9 | .4  | .1  | 4.2 |
| 2000  | Indiana    | 23 | 0  | 20.1 | .430 | .433 | .841  | 2.5 | 2.9 | .8  | .2  | 8.9 |
| 2001  | Indiana    | 4  | 4  | 40.8 | .436 | .333 | 1.000 | 4.8 | 9.3 | 1.0 | .0  | 9.8 |
| 2005  | New Jersey | 4  | 0  | 20.3 | .409 | .111 | .889  | 1.5 | 2.3 | .3  | .0  | 6.8 |
| Total | Total      | 63 | 4  | 19.4 | .413 | .303 | .875  | 2.0 | 2.7 | .7  | .1  | 7.0 |